# Vùng cao Kraków-Częstochowa

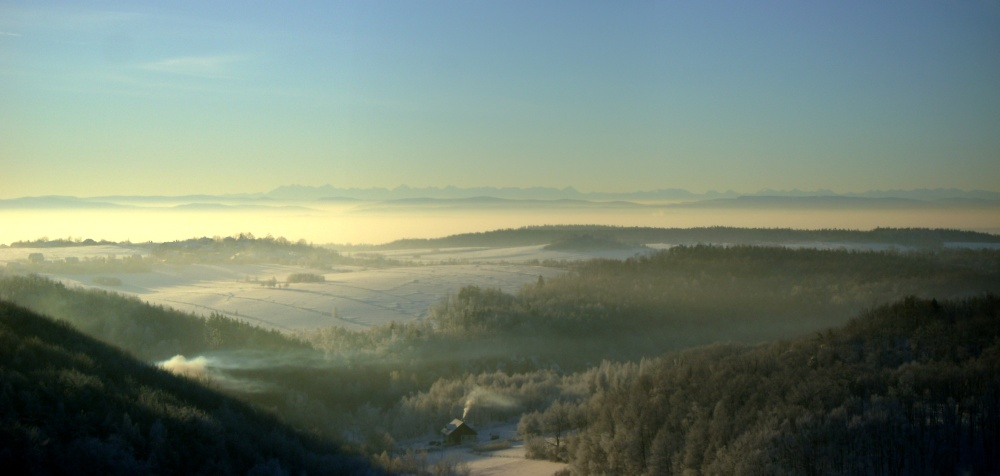
Quang cảnh Tatras từ lâu đài đổ nát Grodzisko tại Skała

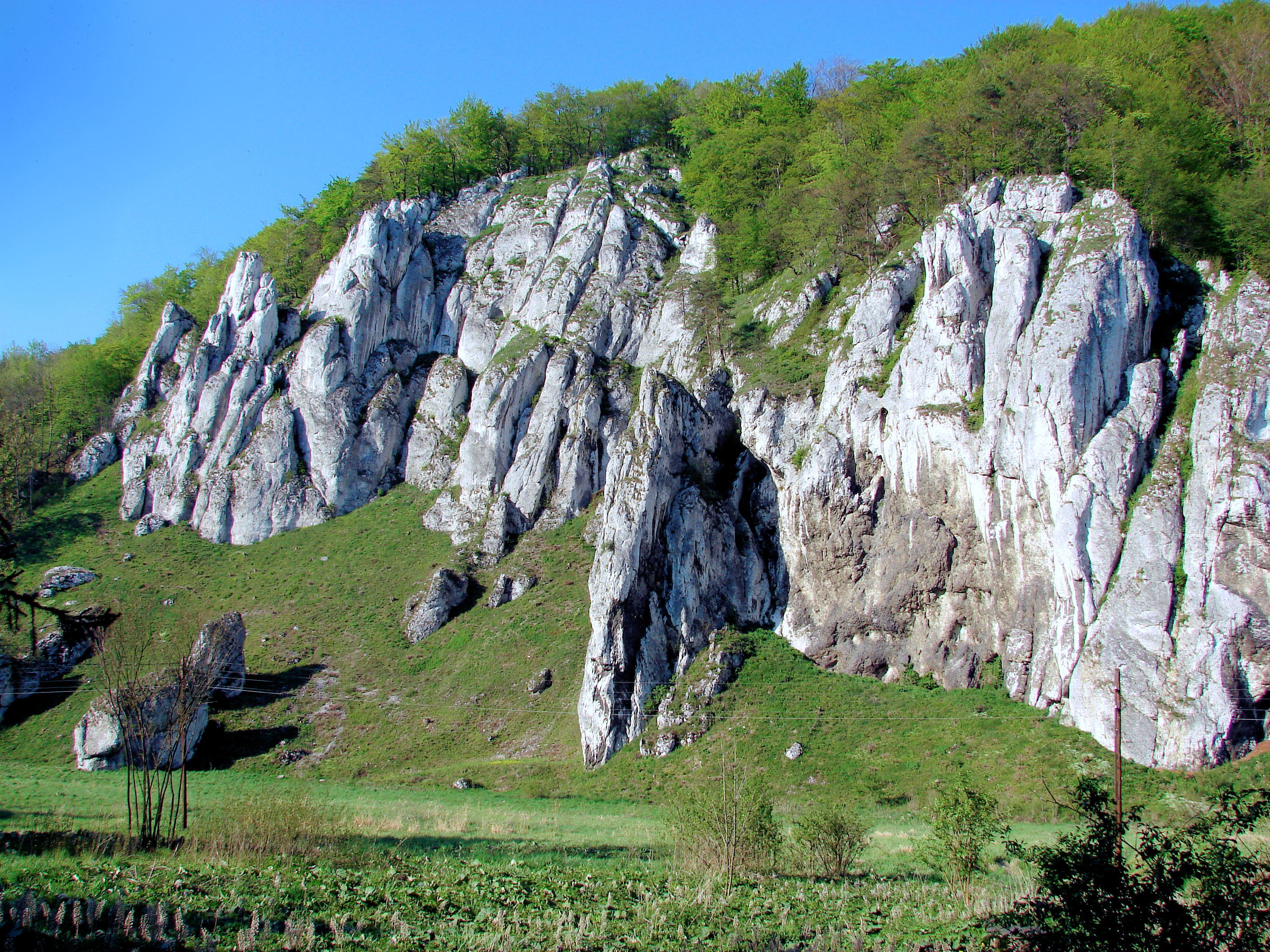
Jura Ba Lan, Găng tay đá (Skała Rękawica) tại Vườn quốc gia Ojców

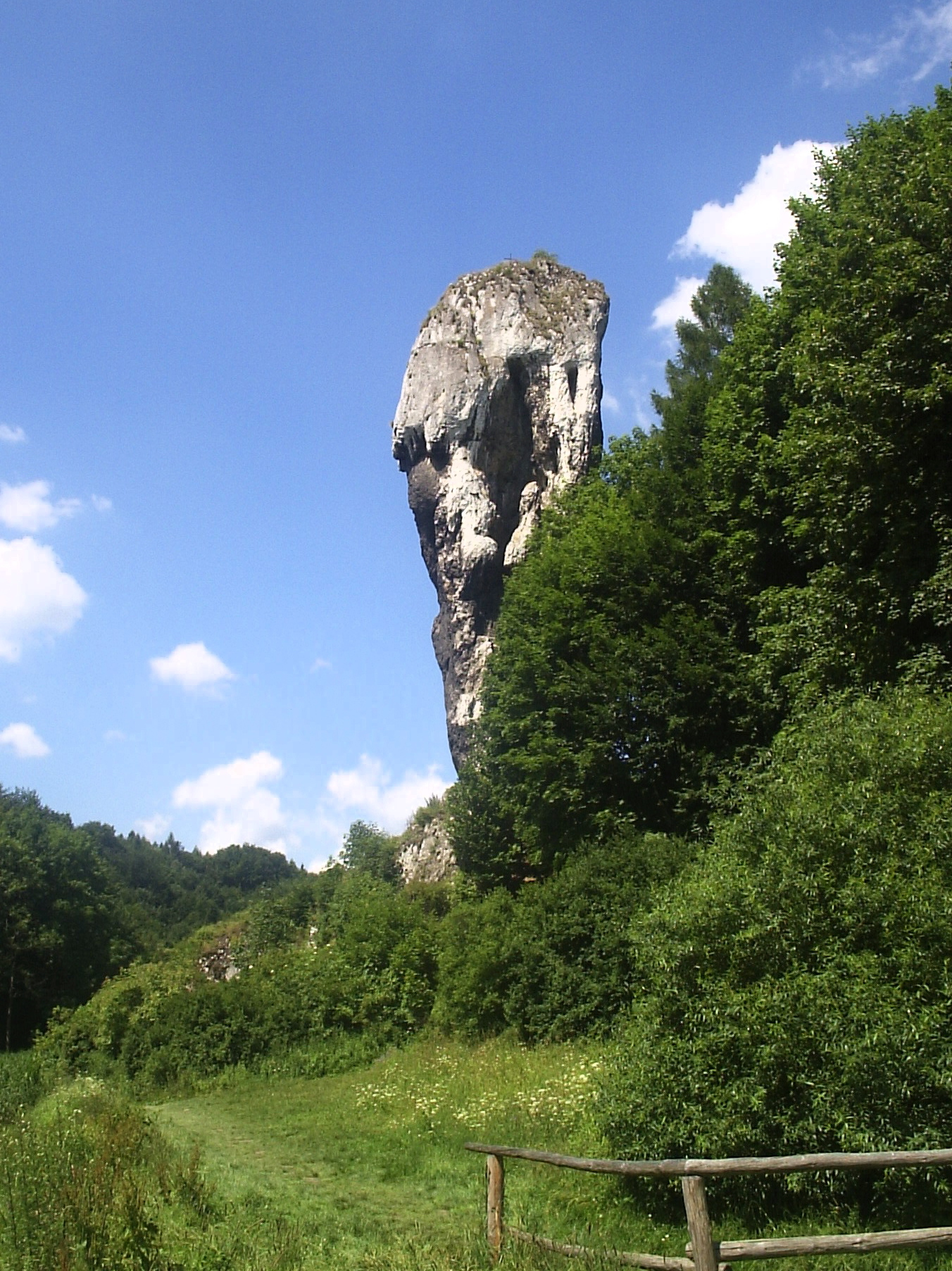
Jura Ba Lan, Hercules 'Bludgeon (Maczuga Herkulesa)

Vùng cao Kraków-Częstochowa, còn được gọi là Cao nguyên Jurassic Ba Lan hoặc Jura Ba Lan (tiếng Ba Lan: Jura Krakowsko-Częstochowska), là một phần của Hệ thống kỷ Jura ở miền nam miền trung Ba Lan, trải dài giữa các thành phố Kraków, Częstochowa và Wieluń. Jura Ba Lan giáp với Lesser Polish Upland ở phía bắc và phía đông, chân đồi của Tây Carpathian ở phía nam và Silesian Upland ở phía tây.
Jura Ba Lan bao gồm một phong cảnh đồi núi với đá vôi Jurassic, vách đá, thung lũng và thành tạo đá vôi rộng lớn, có khoảng 220 hang động. Sự giảm xuống của vùng cao phát triển kể từ Paleogen, trong điều kiện khí hậu thay đổi đáng kể. Thành phần chính của nó là một peneplain, được bao quanh ở đỉnh bởi các đơn nguyên, các khối đá chống xói mòn, tạo ra như đá cứng trên sự tích tụ của kỷ Jura muộn được bao quanh bởi đá vôi có lớp đệm kém chịu cùng tuổi. Jura Ba Lan được khoảng 400.000 du khách ghé thăm mỗi năm. Một phần của nó thuộc về Công viên quốc gia Ojców, nhỏ nhất trong số hai mươi công viên quốc gia của Ba Lan, được xếp hạng trong số các khu vực giải trí hấp dẫn nhất của đất nước.

## hệ thực vật và động vật

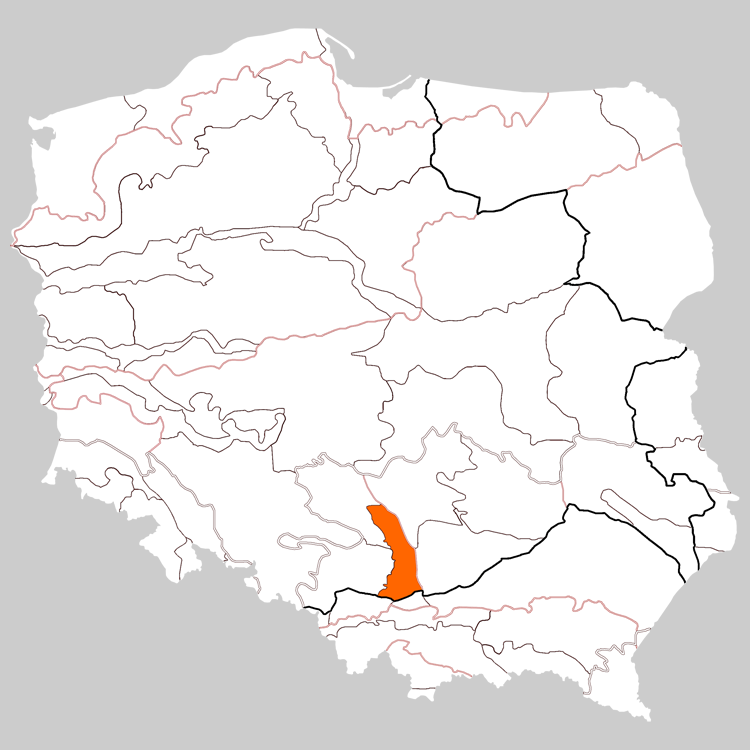
Vị trí của Jura Ba Lan

Kraków-Częstochowa Jurassic Upland bao gồm một hệ sinh thái phong phú, nơi các loài thực vật hoàn toàn đối lập cùng tồn tại trong cùng một khung thời gian, một phần là do vi khí hậu độc đáo và cũng vì toàn bộ vùng cao được bao quanh bởi rừng nguyên sinh. Đời sống thực vật và động vật rất đa dạng sinh học với hơn 1600 loài thực vật và 5500 loài động vật. Chúng bao gồm 4600 loài côn trùng, bao gồm 1700 bọ cánh cứng và 1075 loài bướm và 135 loài chim. Động vật có vú bao gồm hải ly, lửng, ermine và 15 loài dơi, nhiều loài trong số đó ngủ đông trong hang động của công viên trong mùa đông.
Khí hậu của vùng cao khác biệt đáng kể với khu vực xung quanh.. Tuyết bao phủ khu vực này trong 80 ngày một năm và mùa mưa kéo dài từ tháng Tư đến tháng Chín. Lượng mưa hàng năm thay đổi trong khoảng 650   mm, cao hơn so với các khu vực xung quanh, nhiệt độ trung bình thấp hơn, từ 0,5 đến 1,0 °C. Nhiệt độ trung bình là 19 °C vào mùa hè và -3 °C vào mùa đông.
Có một số con sông bắt nguồn từ vùng cao Kraków-Częstochowa, trong số đó có Warta, Biała Przemsza, Pilica, Dłubnia, Szreniawa, Prądnik, Wiercica và Rudawa.
Ngoài sự đa dạng của các loài thực vật và động vật, người ta có thể tìm thấy một cảnh quan văn hóa độc đáo với các đối tượng khảo cổ và di tích của nơi ở cổ xưa, với một bộ sưu tập đồ tạo tác khổng lồ. Sự định cư sớm nhất trong khu vực có từ thời Cổ sinh, khoảng 12.000 năm trước. Khu vực này rất giàu đá lửa, thu hút những người đầu tiên sơ khai sinh sống.

## liên kết ngoài
Tư liệu liên quan tới Polish Jura tại Wikimedia Commons